# Tricliona
Tricliona is een geslacht van kevers uit de familie bladkevers (Chrysomelidae).
De wetenschappelijke naam van het geslacht werd in 1885 gepubliceerd door Lefevre.

## Soorten
- Tricliona lakshmi Takizawa, 1984
- Tricliona laotica Medvedev, 2000
- Tricliona microdentata Medvedev & Sprecher-Uebersax, 1999
- Tricliona minuta Medvedev, 2000
- Tricliona paksensis Kimoto & Gressitt, 1982
- Tricliona suturalis Kimoto & Gressitt, 1982
- Tricliona tristis Medvedev, 2001